# Jeongan-myeon
Jeongan-myeon (koreanska: 정안면) är en socken i kommunen Gongju i provinsen Södra Chungcheong
i den centrala delen av Sydkorea, 110 km söder om huvudstaden Seoul.